# Orokowie
Orokowie (nazwa własna Ulta, Ulcha, ros. Ульта) – autochtoniczna tunguska grupa etniczna ze wschodniej Syberii (Rosja).
Nie należy mylić tego narodu z noszącymi podobne miana ludami tunguskimi; Oroczanie (nazwa własna nani), zamieszkują Kraj Chabarowski, zaś Orocy – północne Chiny.
Populacja Oroków liczy 596 osób (rosyjski spis powszechny z 2010), zamieszkują oni wyspę Sachalin, głównie w lesistej, słabo zaludnione części.
Używają języka orokańskiego, należącego do języków tungusko-mandżurskich, choć w ostatnich latach jest on szybko wypierany przez rosyjski.
Tradycyjnymi zajęciami tego ludu są myślistwo i rybołówstwo oraz zbieractwo. Do dziś wielu z nich prowadzi życie na pół koczownicze.
Tradycyjną religią Oroków był szamanizm, obecnie zachowały się tylko jego przeżytki, a formalnie naród ten w większości wyznaje prawosławie.